# Sommer-Paralympics 2008/Reiten
Bei den Sommer-Paralympics 2008 in Peking wurden in insgesamt elf Wettbewerben im Dressurreiten Medaillen vergeben. Die Entscheidungen fielen zwischen dem 8. September und dem 11. September 2008 im Reitsportzentrum Hongkong, wo auch die olympischen Wettkämpfe stattfanden.

## Grade
Es wird in vier Grade beim Behindertenreitsport unterschieden:
- I, für Reiter, deren Gliedmaßen nur begrenzt funktionsfähig sind, oder die eine beschränkte Balancefähigkeit haben. In dieser Klasse dürfen auch Reiter mit guten Armfunktionen, aber fehlender Rumpfbalance starten.
- II, für Reiter mit Bewegungsbehinderungen, aber mit teilweise guten Armfunktionen.
- III, für blinde Reiter mit eingeschränkter Bewegungsfähigkeit.
- IV, für Reiter mit Sehbehinderungen oder Beschränkungen in ein bis zwei Gliedmaßen.

## Ergebnisse
Es nahmen insgesamt 70 Athleten an den paralympischen Reitwettkämpfen, ausschließlich Dressurwettbewerben, teil. Männer und Frauen starteten gemischt in einem Wettkampf.

### Einzelmeisterschaft (Grad Ia)
| Platz | Land                   | Athletin                           | Prozent |
| ----- | ---------------------- | ---------------------------------- | ------- |
| 1     | Vereinigtes Königreich | Anne Dunham Teddy                  | 73,100  |
| 2     | Vereinigtes Königreich | S. Christiansen Lambrusco III      | 72,800  |
| 3     | Singapur               | Laurentia Tan Nothing To Lose      | 68,800  |
| 4     | Italien                | Andrea Vigon Priol                 | 63,800  |
| 5     | Kroatien               | Slaven Hudina Tolasi               | 63,700  |
| 6     | Kroatien               | Ivan Srsic Kraljica Kunti          | 61,500  |
| 7     | Slowakei               | Katarina Jobbagjowa Timpex Libbeno | 61,300  |
| 8     | Brasilien              | Sergio Oliva Neho de la J.         | 60,900  |

Datum: 9. September 2008, 17:00 Uhr

### Einzelmeisterschaft (Grad Ib)
| Platz | Land                   | Athletin                      | Prozent |
| ----- | ---------------------- | ----------------------------- | ------- |
| 1     | Vereinigtes Königreich | Lee Pearson Gentlemen         | 73,238  |
| 2     | Norwegen               | Jens Dokkan Lacour            | 68,857  |
| 3     | Brasilien              | Marcos Alves Luthenay de V.   | 67,714  |
| 4     | Finnland               | Katja Karjalainen Callan      | 65,714  |
| 5     | Vereinigtes Königreich | Ricky Balshaw Deacons Georgi  | 64,953  |
| 6     | Vereinigte Staaten     | Lynn Seidemann Rhett          | 63,905  |
| 7     | Kanada                 | Ashley Gowanlock Donnymaskell | 63,714  |
| 8     | Belgien                | Jose Lorquet Junior du Pre    | 63,619  |

Datum: 9. September 2008, 20:50 Uhr

### Einzelmeisterschaft (Grad II)
| Platz | Land                   | Athletin                         | Prozent |
| ----- | ---------------------- | -------------------------------- | ------- |
| 1     | Deutschland            | Britta Näpel Cherubin 15         | 71,909  |
| 2     | Kanada                 | Lauren Barwick Maile             | 68,454  |
| 3     | Dänemark               | C. C. Nielsen Rostorn’s Hatim-T. | 68,182  |
| 4     | Niederlande            | Petra van de Sande Toscane       | 66,909  |
| 5     | Deutschland            | Steffen Zeibig Waldemar 27       | 66,091  |
| 6     | Vereinigtes Königreich | Felicity Coulthard Roffelaar     | 65,546  |
| 7     | Schweden               | Carolin Rutberg Weltini          | 65,182  |
| 8     | Deutschland            | Angelika Trabert Londria 2       | 64,909  |

Datum: 8. September 2008, 07:30 Uhr

### Einzelmeisterschaft (Grad III)
| Platz | Land                   | Athletin                          | Prozent |
| ----- | ---------------------- | --------------------------------- | ------- |
| 1     | Deutschland            | Hannelore Brenner Women of the W. | 71,440  |
| 2     | Dänemark               | A. Lykke Dalskov Alfarvad April Z | 71,040  |
| 3     | Deutschland            | Bettina Eistel Fabuleux 5         | 70,880  |
| 4     | Australien             | Sharon Jarvis Odorodo             | 69,200  |
| 5     | Vereinigtes Königreich | Deborah Criddle Pavaroti          | 68,160  |
| 6     | Italien                | Silvia Veratti Balla Coi Lupi     | 64,560  |
| 7     | Belgien                | Bert Vermeir Tiramisu             | 64,000  |
| 8     | Vereinigtes Königreich | Simon Laurens Ocean Diamond       | 62,880  |

Datum: 9. September 2008, 19:04 Uhr

### Einzelmeisterschaft (Grad IV)
| Platz | Land        | Athletin                    | Prozent |
| ----- | ----------- | --------------------------- | ------- |
| 1     | Südafrika   | Philippa Johnson Benedict   | 69,290  |
| 2     | Norwegen    | Ann Cathrin Lübbe Zanko     | 68,516  |
| 3     | Australien  | Georgia Bruce V Salute      | 68,258  |
| 4     | Niederlande | Sjerstin Vermeulen Sultano  | 66,452  |
| 5     | Frankreich  | Nathalie Bizet Mephisto     | 66,387  |
| 6     | Schweden    | Lotten Aronsson Busy Lizzie | 64,839  |
| 7     | Niederlande | Ineke de Groot Indo         | 63,161  |
| 8     | Niederlande | Sabine Peters Donna D.M.    | 62,516  |

Datum: 8. September 2008, 19:15 Uhr

### Teammeisterschaft
| Platz | Land                   | Reiter und Pferde | Punkte  |
| ----- | ---------------------- | --- | ------- |
| 1     | Vereinigtes Königreich | S. Christiansen Lambrusco III Anne Dunham Teddy Lee Pearson Gentlemen Simon Laurens Ocean Diamond                      | 439,608 |
| 2     | Deutschland            | Britta Näpel Cherubin 15 Angelika Trabert Londria 2 Steffen Zeibig Waldemar 27 Hannelore Brenner Women of the W.       | 413,532 |
| 3     | Norwegen               | Jens Dokkan Lacour Mariette Garborg Luthar Ann Cathrin Lübbe Zanko Sigrid Rui Nanof                                    | 404,343 |
| 4     | Dänemark               | C.C. Nielsen Rostorn’s Hatim-T. A. Lykke Dalskov Alfarvad April Z Line Thorning Colani-Star Henrik Sibbesen Lock Fight | 401,603 |
| 5     | Niederlande            | Petra van de Sande Toscane Ineke de Groot Indo Sabine Peters Donna D.M. Sjerstin Vermeulen Sultano                     | 394,950 |
| 6     | Australien             | Grace Bowman YV MT Batton Nicole Kullen Nomination Sharon Jarvis Odorado Georgia Bruce V Salute                        | 388,092 |
| 7     | Kanada                 | Ashley Gowanlock Donnymaskell Lauren Barwick Maile Jennifer McKenzie Valentine II Eleonore Elstone Lutke               | 385,010 |
| 8     | Italien                | Mauro Caredda Garfielt Andrea Vigon Priool Silvia Veratti Balla Coi Lupi                                               | 379,903 |

Datum: 9. September 2008, 16:59 Uhr
Von den 12 Teams setzten zwei Mannschaften (Italien und Schweden) nur drei Reiter ein, die restlichen zehn Teams vier, von denen eine das Streichresultat darstellte. In den zwei Durchgängen wurden jeweils die drei besten Prozentzahlen addiert und diese Ergebnisse zum Schluss erneut zusammengerechnet.

### Einzelkür (Grad Ia)
| Platz | Land                   | Athletin                      | Prozent |
| ----- | ---------------------- | ----------------------------- | ------- |
| 1     | Vereinigtes Königreich | S. Christiansen Lambrusco III | 76,166  |
| 2     | Vereinigtes Königreich | Anne Dunham Teddy             | 73,333  |
| 3     | Singapur               | Laurentia Tan Nothing To Lose | 70,167  |
| 4     | Italien                | Andrea Vigon Priol            | 69,667  |
| 5     | Kroatien               | Slaven Hudina Tolasi          | 66,889  |
| 6     | Kroatien               | Ivan Srsic Kraljica Kunti     | 65,998  |
| 7     | Australien             | Jan Pike Griffin              | 65,555  |
| 8     | Brasilien              | Sergio Oliva Neho de la J.    | 63,556  |

Datum: 11. September 2008, 19:15 Uhr

### Einzelkür (Grad Ib)
| Platz | Land                   | Athletin                      | Prozent |
| ----- | ---------------------- | ----------------------------- | ------- |
| 1     | Vereinigtes Königreich | Lee Pearson Gentlemen         | 77,057  |
| 2     | Vereinigtes Königreich | Ricky Balshaw Deacons Georgi  | 70,444  |
| 3     | Brasilien              | Marcos Alves Luthenay de V.   | 67,333  |
| 4     | Australien             | Nicole Kullen Nomination      | 66,110  |
| 5     | Norwegen               | Jens Dokkan Lacour            | 65,555  |
| 6     | Belgien                | Jose Lorquet Junior du Pre    | 65,333  |
| 7     | Finnland               | Katja Karjalainen Callan      | 64,999  |
| 8     | Kanada                 | Ashley Gowanlock Donnymaskell | 64,221  |

Datum: 11. September 2008, 20:12 Uhr

### Einzelkür (Grad II)
| Platz | Land                   | Athletin                       | Prozent |
| ----- | ---------------------- | ------------------------------ | ------- |
| 1     | Kanada                 | Lauren Barwick Maile           | 72,776  |
| 2     | Vereinigtes Königreich | Felicity Coulthard Roffelaar   | 71,056  |
| 3     | Deutschland            | Britta Näpel Cherubin 15       | 70,277  |
| 4     | Vereinigte Staaten     | Rebecca Hart Norteassa         | 68,110  |
| 5     | Portugal               | Sara Duarte Neapolitano Morel. | 66,336  |
| 6     | Volksrepublik China    | Peng Yulian Furstendonner AF   | 66,279  |
| 7     | Brasilien              | Elisa Melaranci Lester         | 66,277  |
| 8     | Irland                 | Eilish Byrne Youri             | 65,833  |

Datum: 10. September 2008, 19:15 Uhr

### Einzelkür (Grad III)
| Platz | Land                   | Athletin                          | Prozent |
| ----- | ---------------------- | --------------------------------- | ------- |
| 1     | Deutschland            | Hannelore Brenner Women of the W. | 74,223  |
| 2     | Vereinigtes Königreich | Simon Laurens Ocean Diamond       | 73,499  |
| 3     | Dänemark               | A. Lykke Dalskov Alfarvad April Z | 73,222  |
| 4     | Vereinigtes Königreich | Deborah Criddle Pavaroti          | 73,110  |
| 5     | Italien                | Silvia Veratti Balla Coi Lupi     | 69,834  |
| 6     | Deutschland            | Bettina Eistel Fabuleux 5         | 69,612  |
| 7     | Australien             | Sharon Jarvis Odorodo             | 69,446  |
| 8     | Belgien                | Bert Vermeir Tiramisu             | 67,389  |

Datum: 11. September 2008, 21:16 Uhr

### Einzelkür (Grad IV)
| Platz | Land        | Athletin                    | Prozent |
| ----- | ----------- | --------------------------- | ------- |
| 1     | Südafrika   | Philippa Johnson Benedict   | 77,272  |
| 2     | Norwegen    | Ann Cathrin Lübbe Zanko     | 75,046  |
| 3     | Australien  | Georgia Bruce V Salute      | 74,319  |
| 4     | Norwegen    | Sigrid Rui Nanof            | 69,498  |
| 5     | Frankreich  | Nathalie Bizet Mephisto     | 68,453  |
| 6     | Schweden    | Lotten Aronsson Busy Lizzie | 68,362  |
| 7     | Niederlande | Sjerstin Vermeulen Sultano  | 67,908  |
| 7     | Dänemark    | Line Thorning Colani-Star   | 66,045  |

Datum: 10. September 2008, 20:48 Uhr

## Medaillenspiegel Reiten
| Medaillenspiegel Reiten | Medaillenspiegel Reiten | Medaillenspiegel Reiten | Medaillenspiegel Reiten | Medaillenspiegel Reiten | Medaillenspiegel Reiten |
| Platz                   | Land                    | G                       | S                       | B                       | Gesamt                  |
| ----------------------- | ----------------------- | ----------------------- | ----------------------- | ----------------------- | ----------------------- |
| 01                      | Vereinigtes Königreich  | 5                       | 5                       | –                       | 10                      |
| 02                      | Deutschland             | 3                       | 1                       | 2                       | 6                       |
| 03                      | Südafrika               | 2                       | –                       | –                       | 2                       |
| 04                      | Kanada                  | 1                       | 1                       | –                       | 2                       |
| 05                      | Norwegen                | –                       | 3                       | 1                       | 4                       |
| 06                      | Dänemark                | –                       | 1                       | 2                       | 3                       |
| 07                      | Australien              | –                       | –                       | 2                       | 2                       |
| 07                      | Brasilien               | –                       | –                       | 2                       | 2                       |
| 07                      | Singapur                | –                       | –                       | 2                       | 2                       |